# ماشان‌لی
ماشان‌لی (ترکی آذربایجانی: Maşanlı) یک منطقهٔ مسکونی در جمهوری آرتساخ است که در استان هادروت واقع شده‌است.